# おでかけ北設

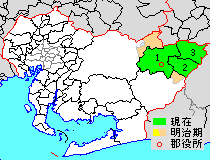
愛知県における北設楽郡

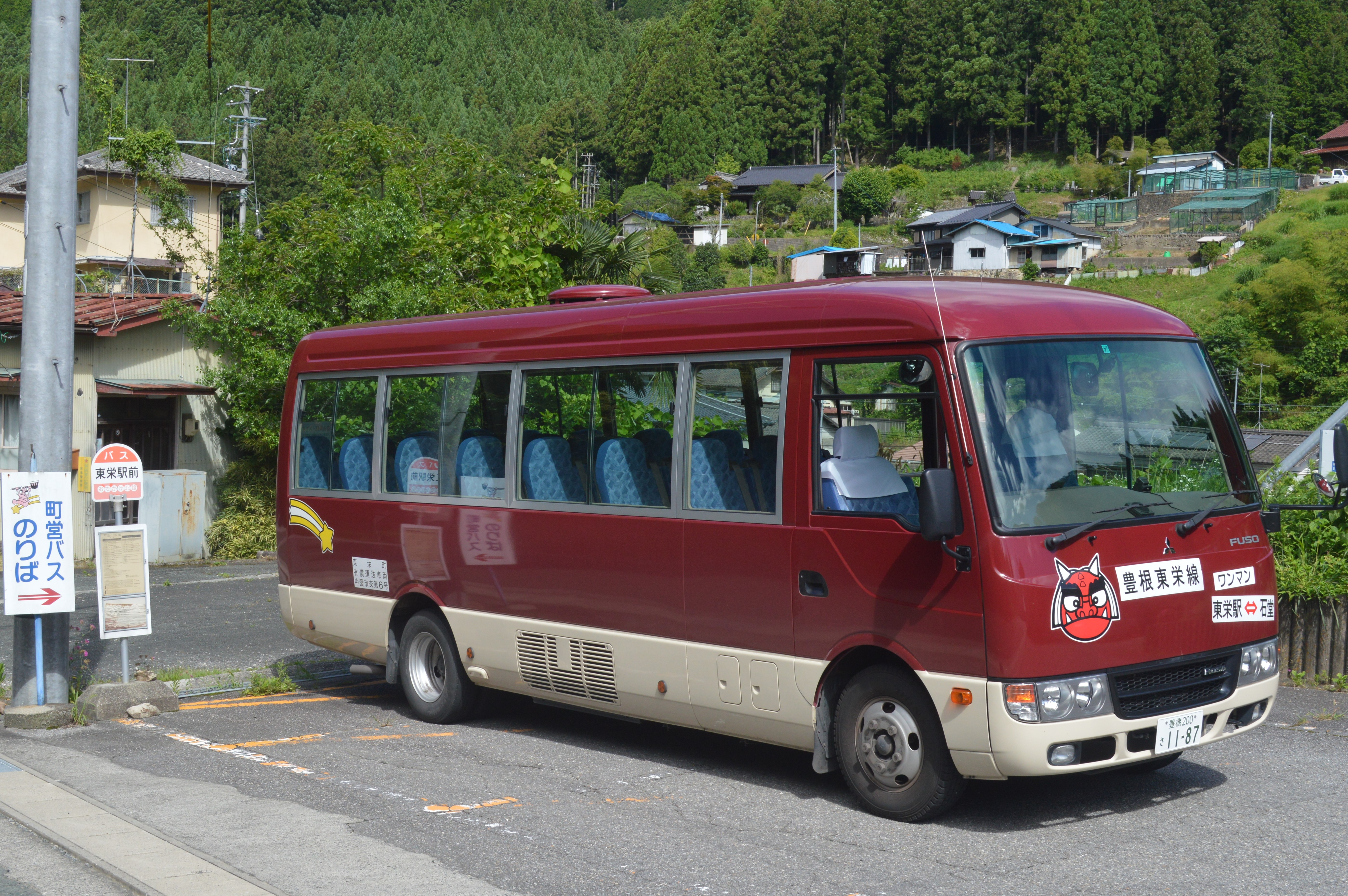
東栄町が運行するバス車両

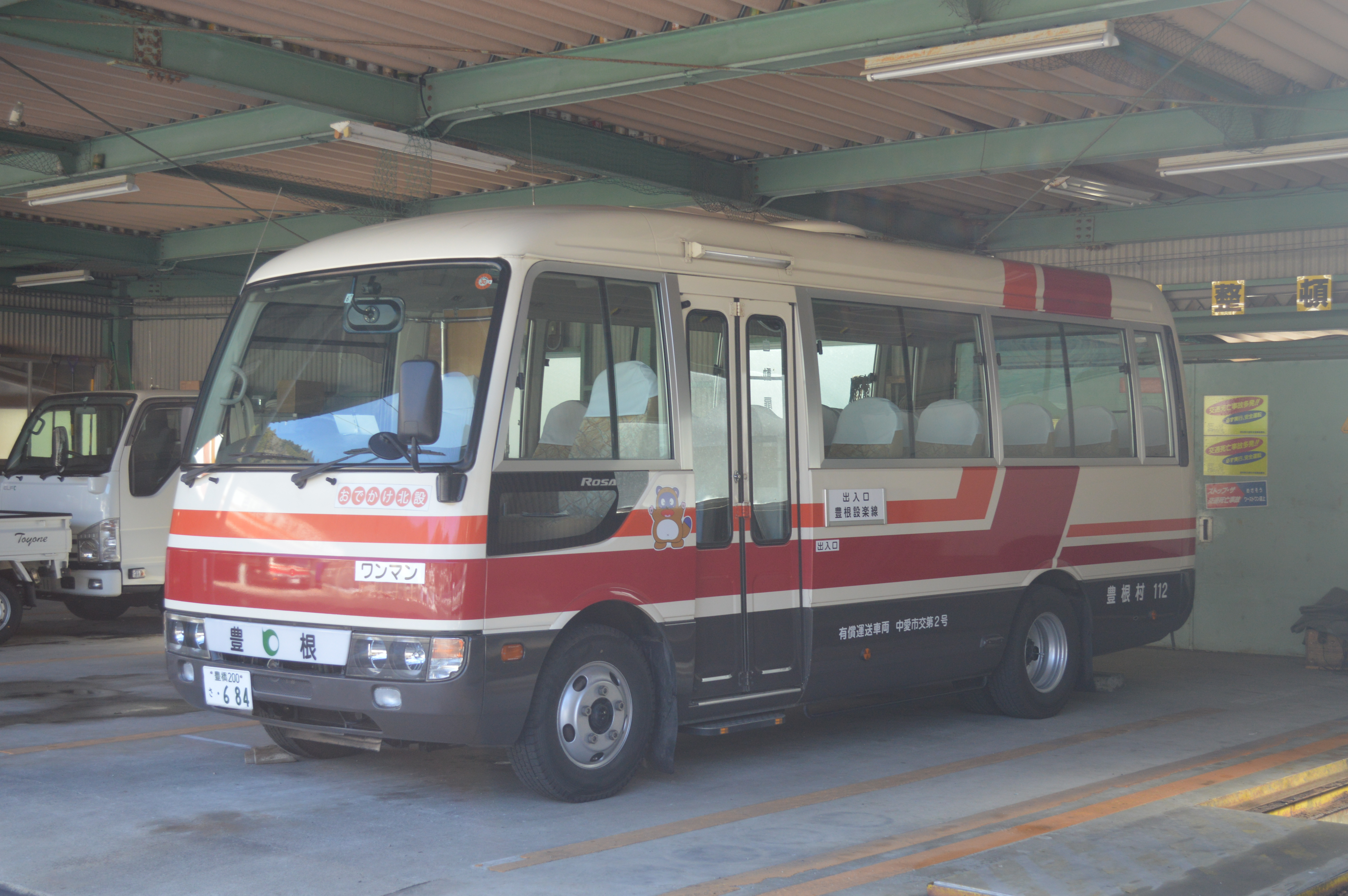
豊根村が運行するバス車両

北設楽郡総合交通システム「おでかけ北設」（おでかけほくせつ）は、愛知県北設楽郡の3町村（設楽町、東栄町、豊根村）が共同で運行する交通システム。
従来から運行されている豊鉄バス、設楽町営バス、東栄町営バス、豊根村営バスの運賃体系やサービスなどが一体化された。
四者一体のサービスのために、調整機関として北設楽郡公共交通活性化協議会が設置されており、町村営バスは一部事務組合組織とはなっていない。

## 主な特徴
町村をまたぐ広域的な移動に対応する「基幹バス」、基幹バスに接続する「支線バス」「予約バス」が運行されている。三町村の他、「基幹バス」は豊田市稲武地区に、富山線は静岡県浜松市天竜区にも乗り入れる。
町営バス、村営バスが相互に乗り入れることにより、各町村間を直通で運行する便が新設された。
運賃は100円単位でブロック制。（田口新城線を除く）
路線により毎日運行、休日運休、土休日運休と異なる。
支線バスと予約バスを運行する地域においては、予約バス運行時間帯は支線バスは運行されない。
おでかけ北設のマスコットキャラクター「ばすりん」が広報誌や時刻表などに掲載されている。ホームページにて、ばすりん壁紙をダウンロードできる。

## 歴史
- 1985年（昭和60年）4月1日 - 豊根村営バスが運行開始。
- 1986年（昭和61年）11月5日 - 富山村民バス（2005年（平成17年）11月 富山村は豊根村に合併）が運行開始。
- 1988年（昭和63年）4月1日 - 設楽町営バス、東栄町営バスが運行開始。
- 2001年（平成13年）4月1日 - 豊鉄バス「設楽東栄線」の廃止を引き継いだ町営バスが町内運行となり、東栄町と設楽町との直通バス路線が一時的に廃止[1]。
- 2010年（平成22年）
  - 1月1日 - おでかけ北設 基幹バス、支線バス　実証運行開始。
  - 5月1日 - 設楽町・東栄町で予約バスが運行開始。宇連長江線と東薗目線の2路線。
  - 7月1日 - 三都橋豊邦線を設楽中学校へ路線延長。予約バス三都橋豊邦線を運行開始。
- 2025年（令和7年）3月15日 - 豊鉄バス運行の田口新城線・津具線でmanacaを導入。[2][3]

## 路線

### 基幹バス
2010年（平成22年）1月1日現在。
太字は日祝年末年始も運行する路線。
1. 東栄設楽線（東栄町営バス、設楽町営バス運行）：本郷 - 大田口 - 田口
2. 豊根東栄線（豊根村営バス、東栄町営バス運行）：東栄駅前 - 本郷 - 日向・石堂
3. 東栄線（東栄町営バス運行）：東栄駅前 - 本郷 - とうえい温泉前
4. 稲武線（設楽町営バス運行）：どんぐりの湯前 - 稲武 - 奴田口 - 大田口 - 田口
5. 豊根設楽線（豊根村営バス運行）：大立 - 石堂 - 下津具 - （田口高校前まで平日一部便運行）
6. 津具線（豊鉄バス運行）：下津具 - 奴田口 - 大田口 - 田口
7. 田口新城線（豊鉄バス運行）：田口 - 本長篠駅前 - 新城市民病院

### 支線バス
2010年（平成22年）1月1日現在。
設楽町営バス、東栄町営バスは日祝年末年始運休。
豊根村営バスは土日祝年末年始運休。
- S1：宇連長江線（設楽町営バス運行）
- S2：三都橋豊邦線（設楽町営バス運行）
- E1：御園線（東栄町営バス運行）
- E2：東薗目線（東栄町営バス運行）
- N1：坂宇場線（豊根村営バス運行）
- N2：三沢線（豊根村営バス運行）
- N3：富山線（豊根村営バス運行）
  - 富山線は他路線との接続のない独立した路線となっている。なお、富山線は静岡県浜松市天竜区の大嵐駅に発着する。

### 予約バス
2010年（平成22年）8月1日現在。
- 宇連長江線
- 東薗目線
- 三都橋豊邦線
- 御園線